# Enrico Sabbatini
Enrico Sabbatini (* 7. Januar 1932 in Spoleto, Umbrien, Italien; † 25. November 1998 bei Ouarzazate, Marokko) war ein italienischer Kostümbildner und Szenenbildner.

## Biografie
Sabbatini war zunächst Assistent bei den Kostümbildnern Marcel Escoffier und Giulio Coltellacci. Seit Beginn der 1960er Jahre arbeitete er selbstständig.
Enrico Sabbatini, Spezialist für üppige Historien- und Bibelverfilmungen, aber auch für Theaterstücke, wurde in Italien wie auch international sehr bekannt. Realismus und historische Genauigkeit waren Markenzeichen des Designers, der 1987, eine Oscar- wie auch BAFTA-Nominierung für Mission erhielt, beide Male in der Kategorie Bestes Kostümdesign.
Doch vor allem seine Arbeit an Bibelverfilmungen, darunter Moses – Der Gesetzgeber, Jesus von Nazareth und Die Bibel – Josef machten Sabbatini weltbekannt. Er arbeitete im Lauf seiner Karriere für Regisseure wie Vittorio De Sica, Franco Zeffirelli, Gianfranco De Bosio, Roger Young und Joseph Sargent.
Zu den von ihm eingekleideten Stars gehörten Sophia Loren, Faye Dunaway, Ursula Andress, Elsa Martinelli, Virna Lisi und Michèle Mercier ebenso wie Marcello Mastroianni, Vittorio Gassman und Omar Sharif.
Seine letzte Arbeit für einen Kinofilm war der 1997 gedrehte Spielfilm Sieben Jahre in Tibet unter Regie von Jean-Jacques Annaud.
Er starb bei den Dreharbeiten zum Fernsehfilm Cleopatra infolge eines Verkehrsunfalls. Enrico Sabbatini wurde 66 Jahre alt.